# Lydia Clarke
Pour les articles homonymes, voir Clarke.
Lydia Clarke, Lydia Heston de son nom d'épouse, née le 14 avril 1923 à Two Rivers (Wisconsin)
et morte le 3 septembre 2018 à Santa Monica (Californie) d'une pneumonie, est une actrice américaine.

## Biographie

### Famille
Lydia Clarke a épousé Charlton Heston le 17 mars 1944, ensemble ils ont eu un fils, Fraser Clarke Heston (né en 1955). Le couple a également adopté une fille Holly-Ann Heston Rochell (née en 1961).

## Filmographie

### Cinéma
- 1952 : Sous le plus grand chapiteau du monde (The Greatest Show on Earth) : une fille du cirque
- 1952 : Le Vol du secret de l'atome (The Atomic City) de Jerry Hopper : Martha Addison
- 1953 : Bad for Each Other : Rita Thornburg
- 1959 : Ben-Hur :  une invitée de Quintus Arrius à Rome
- 1968 : Will Penny, le solitaire : Mrs. Fraker
- 1971 : Le Survivant (photographe de plateau)

### Télévision
- 1950-1952 : Studio One, épisodes The Road to Jericho et  Captain-General of the Armies
- 1981 : This Is Your Life: 30th Anniversary Special
- 2002 : 20/20 .... Herself (1 épisode).
- 2003 : Lasting Love.